# Christian Teichmann
Pour les articles homonymes, voir Teichmann.
Christian Teichmann le Jeune (?, 1636 - ?, 1660) est un relieur allemand.

## Biographie
Christian Teichmann dit le Jeune est un relieur actif en allemage.

## Collections
- Bibliothèque nationale d'Allemagne